# Serge Baeken
Serge Baeken, né le 6 août 1967 à Turnhout (province d'Anvers),
est un dessinateur de presse, illustrateur et auteur de bande dessinée belge néerlandophone. Il fait partie de la nouvelle vague des romanciers graphiques flamands apparue au début des années 2000.

## Biographie
Serge Baeken naît le 6 août 1967 à Turnhout.
Il étudie le dessin, les arts plastiques, la sculpture et les arts libres dans l'Académie royale des beaux-arts d'Anvers et de Campine. Alors qu'il est encore étudiant, il auto-édite un fanzine de bande dessinée amateur intitulé Embryo avec quelques amis en 1984. Il réalise des illustrations pour plusieurs magazines et clients, tels que Penthouse Comix, VPRO, Marc Didden, BBL, TRIX, King-kong., Mekanik et Het Nieuwsblad/De Gentenaar. En tant que reporter graphique, il voyage en Chine pour NRC Handelsblad et Knack, et  il paraît également régulièrement dans les journaux De Tijd — où son travail sera récompensé à de multiples reprises du European Newspaper Award of Excellence — et De Morgen. Il est également le pendant graphique de son frère Vitalski, poète et performeur anversois. 
Il a fait ses débuts dans la bande dessinée avec l'album The No Stories, un recueil de courts récits sur la vie quotidienne à Anvers, publié aux éditions Bries en 2005. Le livre lui vaut le prix du meilleur débutant dans sa ville natale où il sera en résidence artistique en 2009. En 2007, il sort chez le même éditeur Zzz en 2007 tandis que De Maagd van Antwerpen [« La Vierge d'Anvers »] est publié aux éditions Houtekiet. Les croquis de Baeken sont collectés par Xtra dans des livres comme Prefab : 4444 (2009), Schetsen : Bird t/m Zoo et Shuffle (2010) et 50/50 (2011).
En 2014, il publie le roman graphique Sugar - Leven als kat chez l'éditeur Blloan, une histoire autobiographique en noir et blanc sur son chat. Il est publié en français sous le titre Sugar - Ma vie de chat aux éditions Dargaud. Cet ouvrage lui vaut d'être récipiendaire du prix Saint-Michel du meilleur album néerlandophone la même année.
En 2009, il fait partie des auteurs représentatifs de la nouvelle bande dessinée flamande qui est invitée d'honneur au Festival international de la bande dessinée d'Angoulême en 2009.
Serge Baeken expose ses œuvres à la Galerie Lambiek, La Rocca, Mercator Galery, Mekanik Strip, de Warande, Leguit Art Space entre autres. 
En juillet 2016, la société de gestion des droits d'auteur deAuteurs lui a décerné le prix deAuteurs pour son travail d'illustration. Le jury qualifie Serge Baeken d'« illustrateur à l'œuvre authentique, d'artiste autonome et engagé qui crée son propre univers à travers son travail ».
Il tient également son propre blog.
À l'occasion du 60e anniversaire de Gaston Lagaffe, il rend également hommage au personnage d'André Franquin dans l'album collectif Gefeliciflaterd ! publié aux éditions Dupuis en 2017.
En 2020, il rejoint 75 auteurs de bande dessinée néerlandais et flamands pour apporter une contribution graphique à l'ouvrage collectif et gratuit Striphelden versus Corona [« Les Héros de BD contre le corona »] (Oogachtend, Uitgeverij L, 2020). Le livre est destiné à soutenir les librairies de bandes dessinées qui ont dû fermer leurs portes pendant deux mois pendant le confinement au plus fort de la pandémie de Covid-19.

## Œuvres

### Albums de bande dessinée
- Sugar - Ma vie de chat[5],[9], Dargaud, Paris, 24 janvier 2014
Scénario et dessin : Serge Baeken - Couleurs : noir et blanc -  (ISBN 978-2-505-01794-3)

### Catalogues d'exposition
- Ceci n'est pas la BD Flamande[10],[11] - La Flandre invitée d'honneur au Festival international de la bande dessinée d'Angoulême, Fonds flamand des lettres, Berchem, 2009
Scénario : Benoît Mouchart, Gert Meesters - Dessin : collectif - Couleurs : quadrichromie,Artistes : Serge Baeken, Randall Casaer, Constantijn Van Cauwenberge, Luc Cromheecke, Reinhart Croon, Steven Dhondt, Kim Duchateau, Brecht Evens, Stijn Gisquière, Inge Heremans, Jeroen Janssen, Philip Paquet, Gerolf Van de Perre, Pieter De Poortere, Olivier Schrauwen, Kristof Spaey, Simon Spruyt, Judith Vanistendael, Marnix Verduyn, Maarten Vande Wiele. (OCLC 901248335)

### Expositions collectives
- Ceci n'est pas la BD flamande[6], Festival d'Angoulême 2009.
- Ceci n'est pas la BD flamande[12], Louvain du 13 février au 15 avril 2009.
- La nouvelle BD flamande, Centre belge de la bande dessinée, Bruxelles, du 19 septembre 2017 au 3 juin 2018[13].

## Prix et récompenses
- 2006 :  prix débutant également connu sous le nom De Blikken Biebel décerné au meilleur débutant flamand de cette année par le festival Strip Turnhout[1].
- 2014 :  prix Saint-Michel[1] de la meilleure bande dessinée d'un auteur néerlandophone pour Sugar : Ma vie de chat ;
- 2016 :  prix deAuteurs[1].

#### Livres
: document utilisé comme source pour la rédaction de cet article.
- Pascal Lefèvre et Patrick Van Gompel, La Nouvelle BD flamande, Berchem, Fonds flamand des lettres, 2003, 56 p., ill. ; 17 cm (OCLC 902348799, présentation en ligne).
- Philippe Mellot, Michel Denni, Laurent Turpin et Isabelle Morzadec, Trésors de la bande dessinée : BDM 2023-2024 - Catalogue encyclopédique et Argus, Paris, Les Arènes, novembre 2022, 23e éd., 1677 p., ill. ; 23 cm (ISBN 9791037507280, OCLC 1351462460, présentation en ligne), p. 1207. .